# Amália
Amália er en portugisisk biografiskfilm fra 2008 instrueret af Carlos Coelho da Silva og med Sandra Barata, Carla Chambel, José Fidalgo.Filmen portrætterer den portugisiske fado sangerinde Amália Rodrigues og nogle af handes sange er også blevet brugt i filmen.Filmen er blevet kritiseret af Amálias familie. 